# 港鐵（深圳）
港鐵（深圳）（英語：MTR (Shenzhen)），企業形象標誌為，是香港鐵路有限公司全資擁有附屬公司，于2004年3月成立，負責開展深圳地鐵4號綫和深圳地鐵13號線、專案管理、物業發展以及全線開通後的車務營運工作。

## 概述

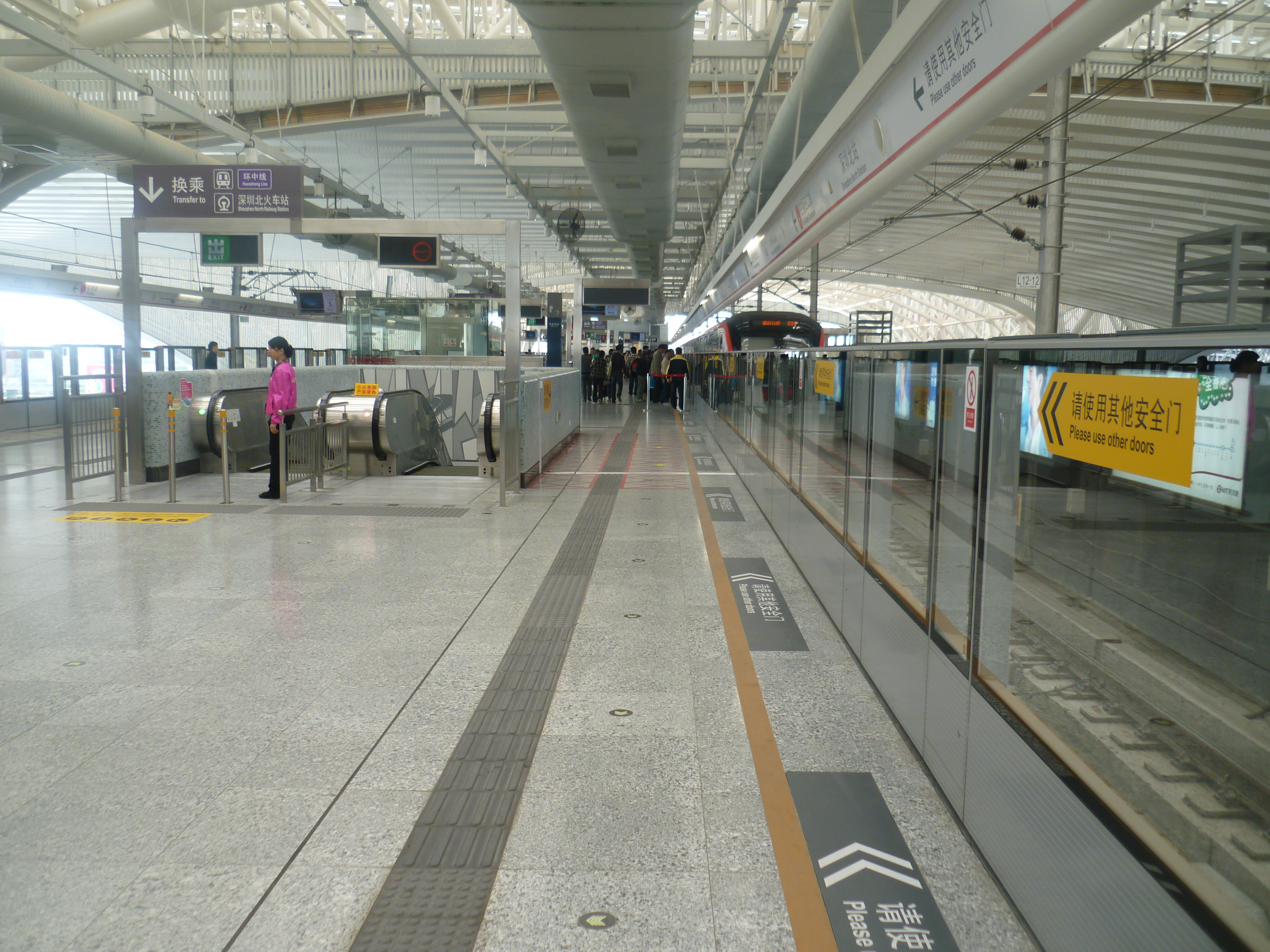
4號綫深圳北站，裝修風格與港鐵一致。

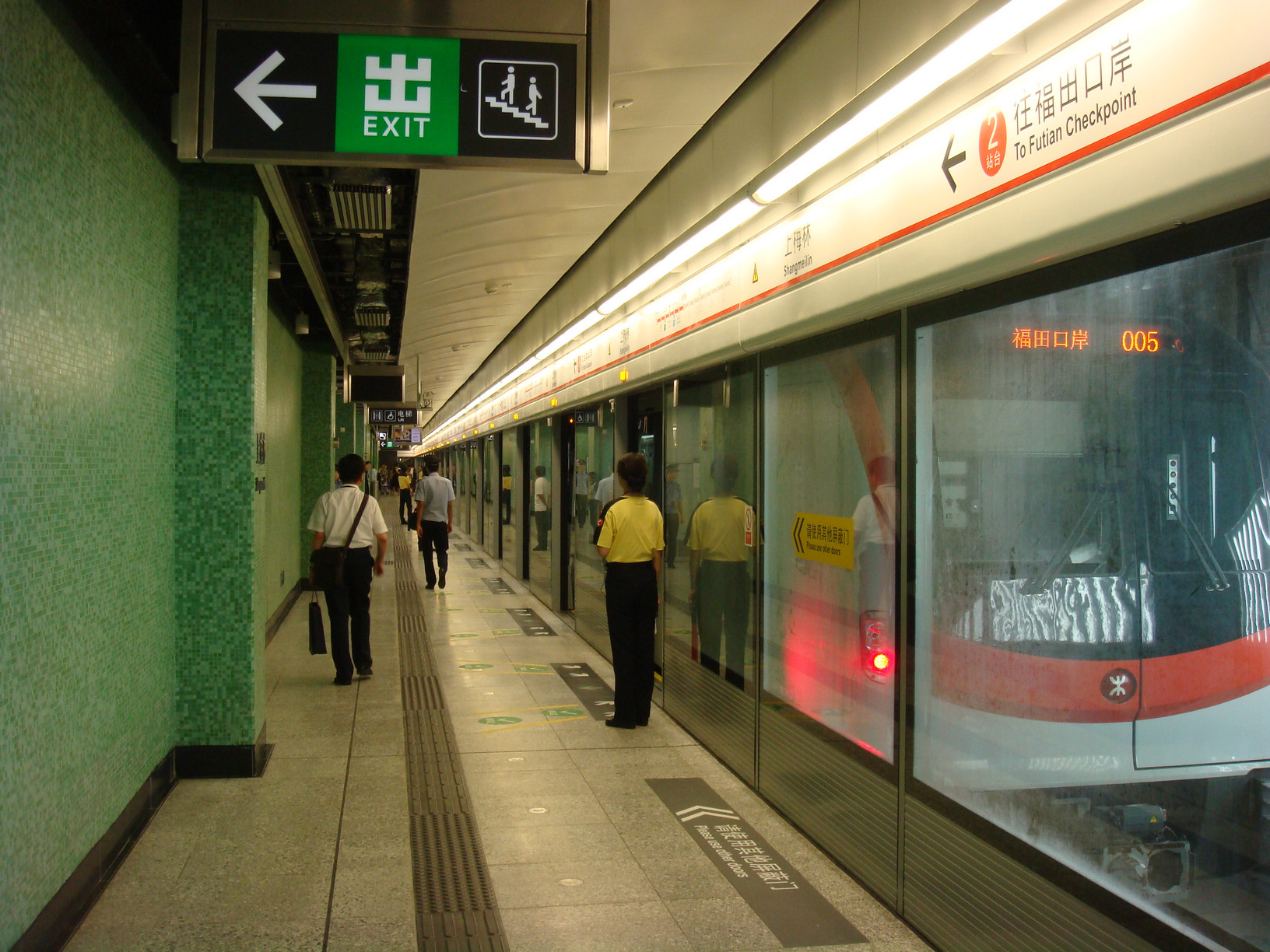
4號綫上梅林站。同樣有着港鐵風格。

深圳地鐵4號綫（龍華綫）由一、二、三期組成，全長約31.3公里，是雙軌設計的市區鐵路，以港深邊界的福田口岸為起點，直達龍華中心區及牛湖，共有23個車站。
4號綫一期長4.48公里，共有5個車站，由福田口岸站至少年宮站，已于2004年12月28日通車。二期工程全長約15.94公里，包括大約5公里地下段和10.8公里地面段及高架段，共設有2個地下車站、1個地面車站和7個高架車站；已于2011年6月16日建成通車。三期全長10.77公里，包括大約1.76公里高架及過渡段和8.82公里地下段，共有1個高架車站，7個地下車站，已于2020年10月28日建成通車。
4號綫二期專案總投資額約為人民幣58億元，是中國大陸國內採用BOT（Build-Operate-Transfer）建設營運轉移模式建設的地鐵專案，是港鐵公司與內地合作發展軌道專案和深港跨界合作的重要里程碑，特許經營4號線30年（即2041年止）。

## 歷史及發展
- 2004年3月，成立香港鐵路（深圳）有限公司。
- 2009年1月，深圳地鐵4號綫特许经营协议获中國发改委批复。
- 2009年3月，4號綫《特许经营协议》正式签署。
- 2010年7月1日，正式接管深圳地鐵4號綫一期的車務營運工作，並逐步开始进行一期和二期的设备与系统整合。
- 2010年年底4號綫二期机电设备系统全面安装及测试，并实现轨通、电通。
- 2011年6月16日，4號綫正式投入營運，民間興建營運後轉移模式協議正式生效。
- 2013年12月16日，港鐵在內地的第一個物業發展項目，位於龍華綫車廠上蓋的樓盤「天頌」舉行開工典禮。該項目是港鐵首次在香港以外地區獲得土地開發權，港鐵在香港實施多年的「鐵路加物業綜合發展經營」模式取得新突破。
- 2020年7月23日，深圳市政府宣布港铁（深圳）和中铁电气化局组成的联合体成功中标深圳地铁13号线项目，将以建设－经营－转让模式（BOT模式）和合资方式联合经营13号线[1]。这是港铁（深圳）继深圳地铁4号线之后，第二条在深圳中标的地铁线路[2][3]。

## 營運中路綫

### 4號綫
深圳地铁4号线大致呈南北走向，连接福田区和龙华区，由福田口岸站至牛湖站，全长31.3公里，共设23个车站。

### 13号线
港鐵（深圳）旗下的全資附屬子公司港铁技术咨询（深圳）有限公司与中铁电气化局集团有限公司组建合资公司港铁中铁电化轨道交通（深圳）有限公司运营深圳地铁13号线。相關的公私合營項目會由该合資公司投資經營，而港鐵諮詢與中鐵電氣化局分別佔該合資公司的83%及15%股權，其餘2%權益將由深圳市政府的附屬公司深圳市特区建设发展集团有限公司持有。
深圳地铁13号线将联通后海中心、深圳科技园、留仙洞总部基地、光明新城等地以及东莞各地。线路南起东角头站，北至公明北站。不过现阶段将先开通深圳湾口岸站至上屋北站（現稱「上屋站」）区间段的服务，全长约22.4公里，设站16座，初步于2024年12月28日投入服务。而深圳湾口岸站至东角头站的南延线预计将于2026年建成通车；上屋北站（現稱「上屋站」）至公明北站的北延线预计将于2025年通车；并在公明北站预留与东莞地铁5号线换乘的条件。

## 物業發展
龍華車輛段一期項目名為薈港尊邸，由港鐵物業發展（深圳）有限公司發展，並由香港梁黃顧建築師事務所設計，佔地八萬九千平方米，規劃建築面積二十萬六千平方米，其中住宅建築面積十九萬平方米，而商業建築面積一萬平方米。為提升住宅質素，港鐵特地舉辦雕塑比賽，勝出的作品會放在物業內展示。為促銷樓盤，港鐵亦在東鐵綫車廂及沿線車站刊登廣告。

## 外部連結
- 官方网站
- 维基共享资源上的相關多媒體資源：港鐵（深圳）
- 深圳交通百科上的相关条目：港铁（深圳）